# Pozitivní diskriminace v pedagogice
Pozitivní diskriminace v pedagogice nebo pozitivní interpretace rovných příležitostí (anglicky affirmative action) je pojem, který označuje kladení důrazu na umožnění znevýhodněným žákům dosažení požadovaných cílů. Patří sem žáci, kteří se vymykají normě, čili takoví, kteří nesou nějaké břemeno či jsou označováni za nadané nebo mimořádně nadané. Mohou to být například žáci s odlišnou národností, žáci s mateřským jazykem jiným než češtinou, žáci s vývojovými poruchami učení či chování nebo žáci s jiným handicapem (nevidomí, neslyšící, atd.), ale i žáci nadaní. 
Diskriminace je upírání rovnosti příležitostí člověku nebo skupině lidí. „Jedná se o výslednici současných vlivů racionálního rozhodování, implicitních teorií osobnosti, kategorizace, stereotypizace, postojů a sociálních norem.“ Pozitivní diskriminace tedy představuje přesný opak diskriminace, jinak řečeno: vyzdvihování důležitosti stejných možností pro žáky nehledě na jejich charakteristiku, schopnosti a vzdělávací potřeby.

## Dělení
Běžnou klasifikaci diskriminace lze použít také pro rozdělení diskriminace pozitivní na:
- přímou pozitivní diskriminaci – výhodnější zacházení s jednou nebo více osobami na základě určitého rysu. Je většinou poměrně jednoduše identifikovatelná, jelikož si lidé uvědomují, že je s nimi jednáno jinak než s ostatními. Případně rozdíl v chování registruje okolí.[5]
  - Příklad: Hodnocení a klasifikace žáků s lehkým mentálním postižením na klasické (ne speciální) základní škole probíhá, v souladu s RVP (Rámcový vzdělávací program pro základní vzdělávání: s přílohou upravující vzdělávání žáků s lehkým mentálním postižením), pouze slovně.[6] Ostatní žáci jsou klasifikováni běžným způsobem.
- nepřímou pozitivní diskriminaci – k té dochází formou vydání nějakého zdánlivě neutrálního předpisu či ustanovení, které však v praxi zvýhodňují určitou osobu či skupinu lidí. Tento typ zvýhodňování se velmi těžce identifikuje, jelikož na první pohled není zjevné, že k němu dochází. Protežovaní jedinci si své postavení občas ani neuvědomují.[5]

## Projevy
Pozitivní diskriminací se rozumějí kroky provedené ke zlepšení postavení znevýhodněných žáků v oblastech vzdělávání, z nichž byli vyloučeni. Projevuje se záměrným či nezáměrným protežováním jedince nebo skupiny žáků.
Chápe-li se pozitivní diskriminace jako přesný opak diskriminace, lze o ní říci, že se jedná o automatické připisování kladných vlastností žákovi nebo skupině žáků spadajících do určité kategorie. Zacházení se žáky výhodněji právě proto, že vyhovují této kategorizaci, je projev pozitivní diskriminace. Je tím potlačena individualita žáků, kterou nahrazují předsudky týkající se kategorie, do které byl žák nedobrovolně přiřazen (např. žák s SPU, ADHD, nevidomý,...). 